# يو إف سي 147
يو إف سي 147: سيلفا ضد فرانكلين 2 (بالإنجليزية: UFC 147: Silva vs. Franklin II)‏ هو حدث لفنون القتال المختلطة نظمته يو إف سي، أُقيم في 23 يونيو 2012، على مينيرينيو أرينا في بيلو هوريزونتي، البرازيل.